# Naqsh-i Rustam

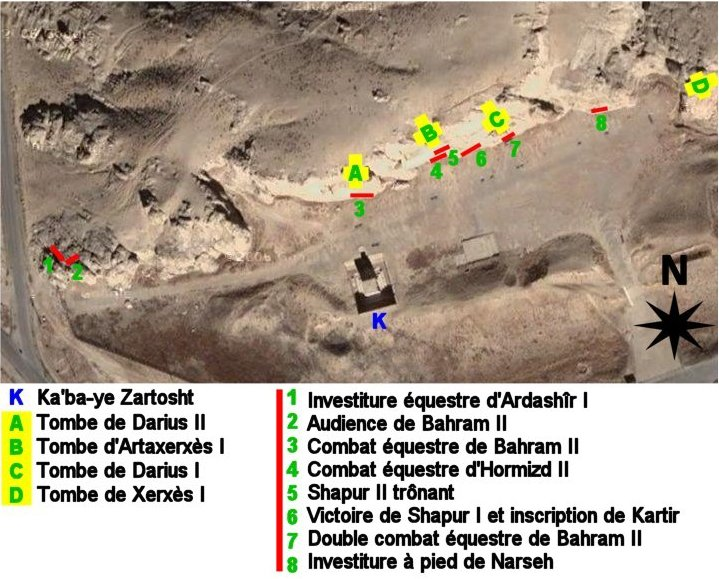
Localização de Naqsh-i Rustam com todas as sepulturas e relevos

Naqsh-i Rustam ou Naqsh-e Rustam (lit. mural de Rostam, persa : نقش رستم [ˌnæɣʃeɾosˈtæm]) é um antigo sítio arqueológico e necrópole localizada a cerca de 12 km a noroeste de Persépolis, na província de Fars, Irã. Uma coleção de relevos rochosos iranianos cortados na face da montanha. A montanha contém o local de descanso final de quatro reis aquemênidas, notadamente o rei Dario, o Grande, e seu filho, Xerxes. Este local é de grande importância para a história do Irã e para os iranianos, pois contém vários sítios arqueológicos esculpidos na parede rochosa ao longo do tempo por mais de um milênio dos elamitas e aquemênidas a sassânidas. Fica a algumas centenas de metros de Naqsh-e Rajab, com mais quatro relevos rochosos sassânidas, três reis e um sumo sacerdote.
Naqsh-e Rostam é a necrópole da dinastia aquemênida (c. 550–330 a.C.), com quatro grandes túmulos escavados na face do penhasco. Estes têm decoração arquitetônica, mas as fachadas incluem grandes painéis sobre os portais, cada um muito semelhante em conteúdo, com figuras do rei sendo investidas por um deus, acima de uma zona com fileiras de figuras menores homenageando, com soldados e oficiais. As três classes de figuras são nitidamente diferenciadas em tamanho. A entrada de cada túmulo está no centro de cada cruz, que se abre para uma pequena câmara, onde o rei jazia em um sarcófago.
 

Bem abaixo dos túmulos aquemênidas, perto do nível do solo, encontram-se relevos rochosos com grandes figuras de reis sassânidas, alguns encontrando deuses, outros em combate. A mais famosa mostra o rei sassânida Sapor I a cavalo, com o imperador romano Valeriano curvando-se a ele em submissão, e Filipe, o árabe (um imperador anterior que prestou homenagem a Sapor) segurando o cavalo de Sapor, enquanto o imperador morto Gordiano III, morto em batalha, encontra-se abaixo dele (outras identificações foram sugeridas). Isto comemora a Batalha de Edessa em 260 d.C., quando Valeriano se tornou o único imperador romano que foi capturado como prisioneiro de guerra, uma humilhação duradoura para os romanos. A colocação desses relevos sugere claramente a intenção sassânida de se vincular às glórias do antigo Império Aquemênida. 

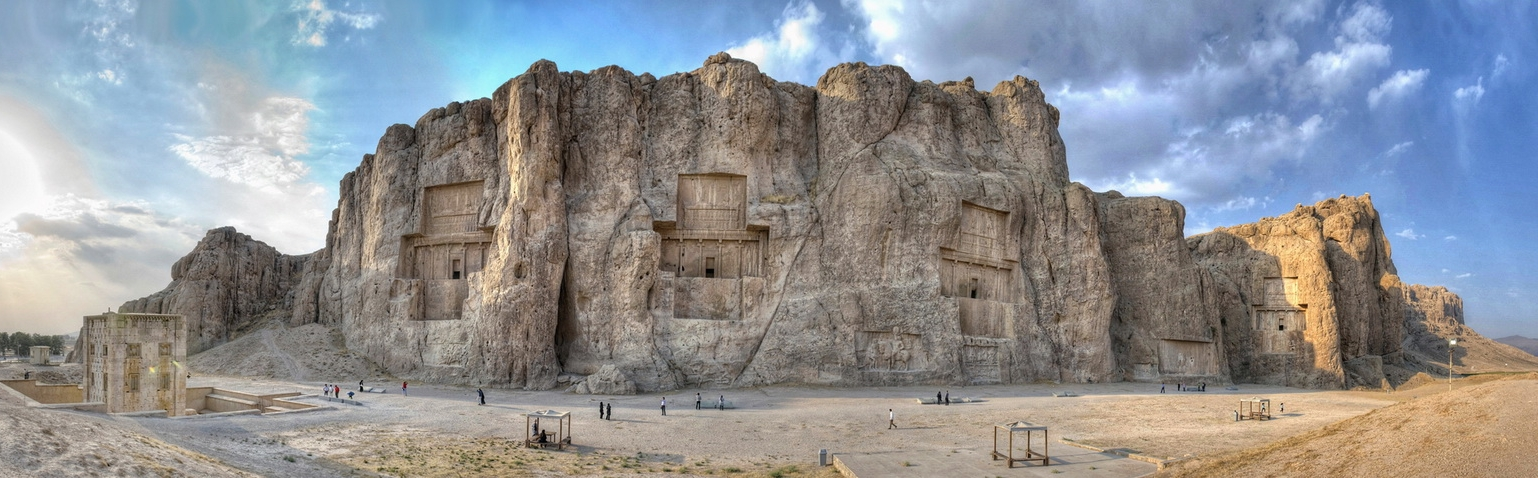
Naqsh-i Rustam